# 安徽工业大学
安徽工業大學是一所位于中國安徽省马鞍山市的全日制公立本科大學、教学科系以工科为主。具有学士、硕士、博士三级学位授予权。

## 历史沿革
该校历史可以追溯至1958年大跃进时期创建的马鞍山钢铁工业学校以及1977年成立的安徽师范大学马鞍山市专科班。
1960年5月，马鞍山钢铁工业学校易名为马鞍山钢铁专科学校。1977年，中华人民共和国教育部同意将该校易名为马鞍山钢铁学院，并实行安徽省与冶金部主管，以省政府为主的管理体制。1985年11月26日，再度易名为华东冶金学院。1998年7月，华东冶金学院与淮南工业学院、淮北煤炭师范学院等高等院校由中華人民共和國煤炭工業部划归安徽省人民政府，并实行中央与地方共建，以安徽省管理为主的办学管理体制。
自1977年起，安徽省各省属重点高校以旧带新，开始在省内一些城市设立教学点或分校，以扩大人才培养规模。其中，安徽师范大学于1978年3月在马鞍山市成立了专科班，翌年10月，更名为安徽师范大学马鞍山专科学校，1983年，再更名为马鞍山商业专科学校，并于1992年合并马鞍山联合大学（专科），易名为安徽商业高等专科学校。
2000年10月，中华人民共和国教育部同意华东冶金学院与安徽商业高等专科学校合并，组建安徽工业大学。
2019年6月，中华人民共和国教育部批准安徽工业大学工商学院脱离安徽工业大学，成为独立设置的民办普通高等学校马鞍山学院。

## 校园

### 校园环境

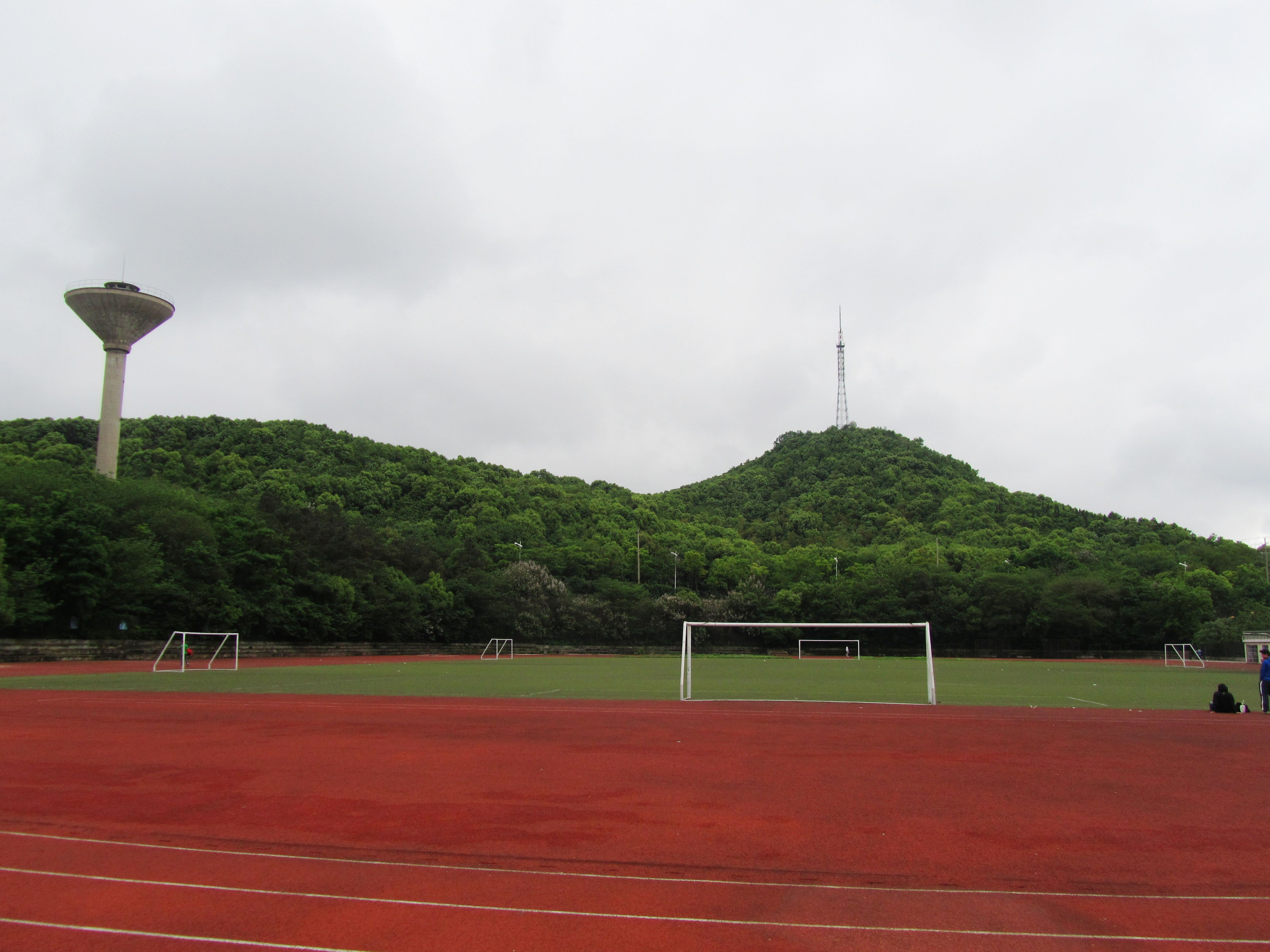
安徽工业大学佳山校区的运动场

安徽工业大学现有两个校区，校本部位于佳山校区，东校区位于雨山区马向路新城东区秀山校区，共占地面积2548.71亩，校舍建筑面积91.57万平方米。

### 校园文化
安徽工业大学的校训为“精工博学、厚德敏行”。启用于2014年。其中“博学”、“敏行”二词出自《论语》，“精工”出自《后汉书》，“厚德”则出自《易经》。
，
安徽工业大学的校歌《安徽工业大学校歌 （页面存档备份，存于）》由张国宝作词、王怀坚作曲，2014年正式成为该校校歌。

## 学术研究

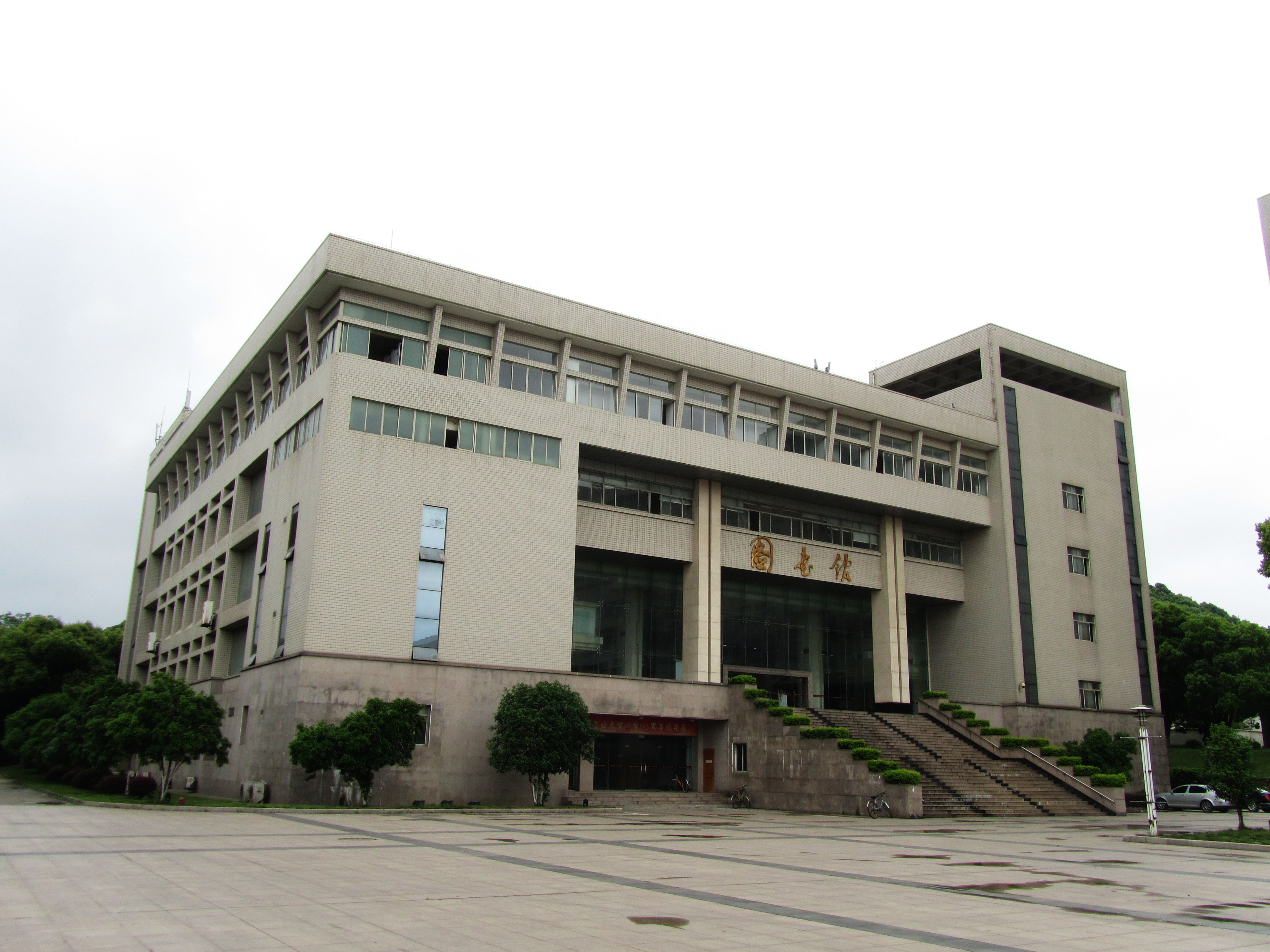
安徽工业大学佳山校区的图书馆

### 学科设置
截至2022年9月，安徽工业大学设有17个教学院部，并开设了65个本科招生专业。另有2个一级学科博士学位授权点，3个自主设置二级学科博士学位授权点，19个一级学科硕士学位授权点，11个自主设置二级学科硕士学位授权点，15个硕士专业学位授权点，2个博士后科研流动站。
| 教学单位名称         | 学科设置                                                                                                 | 网页                     |
| -------------------- | --- | ------------------------ |
| 冶金工程学院         | 冶金工程、资源循环科学与工程、材料成型及控制工程、矿物加工工程                                           | ※ （页面存档备份，存于） |
| 材料科学与工程学院   | 金属材料工程、无机非金属材料工程、材料物理化学、材料加工工程                                             | ※ （页面存档备份，存于） |
| 化学与化工学院       | 化学工程与工艺、应用化学、高分子材料与工程、化学生物学                                                   | ※ （页面存档备份，存于） |
| 建筑工程学院         | 土木工程、给排水科学与工程、建筑环境与能源应用工程、安全科学与工程、工程管理、建筑学                     | ※ （页面存档备份，存于） |
| 机械工程学院         | 机械设计制造及其自动化、机械工程、车辆工程、机器人工程、机械设计                                         | ※ （页面存档备份，存于） |
| 艺术与设计学院       | 工业设计、环境设计、视觉传达设计、数字媒体设计                                                           | ※ （页面存档备份，存于） |
| 电气与信息工程学院   | 自动化、测控技术与仪器、通信工程、电子信息工程、电气工程及其自动化、智能感知工程、集成电路设计与集成系统 | ※ （页面存档备份，存于） |
| 计算机科学与技术学院 | 计算机科学与技术、软件工程、物联网工程、人工智能                                                         | ※ （页面存档备份，存于） |
| 商学院               | 会计、工商管理、市场营销、金融与统计、国际经济与贸易、经济                                               | ※ （页面存档备份，存于） |
| 管理科学与工程学院   | 工业工程、信息管理与信息系统、物流工程、工程造价                                                         | ※ （页面存档备份，存于） |
| 能源与环境学院       | 能源与动力工程、环境工程、环保设备工程、新能源与科学工程                                                 | ※ （页面存档备份，存于） |
| 微电子与数据科学学院 | 光电工程、应用数学、微电子、数据科学                                                                     | ※ （页面存档备份，存于） |
| 外国语学院           | 语言学、翻译、商务英语                                                                                   | ※ （页面存档备份，存于） |
| 公共管理与法学院     | 行政管理、公共事业管理、劳动与社会保障、法学                                                             | ※ （页面存档备份，存于） |

### 研究机构
至2022年，安徽工业大学已经建立了省部级以上科研平台26个：
| 研究单位名称                                   | 网页                     |
| ---------------------------------------------- | ------------------------ |
| 马鞍山大学科技园                               | ※ （页面存档备份，存于） |
| 冶金工程与资源综合利用教育部重点实验室         | ※ （页面存档备份，存于） |
| 冶金工程与资源综合利用安徽省重点实验室         | ※ （页面存档备份，存于） |
| 治理与运营研究中心                             | ※ （页面存档备份，存于） |
| 现代分析测试中心                               | ※ （页面存档备份，存于） |
| 大学生思想政治教育与管理研究中心               | ※ （页面存档备份，存于） |
| 分子工程与应用化学研究所                       | ※ （页面存档备份，存于） |
| 现代表界面工程研究中心                         | ※ （页面存档备份，存于） |
| 冶金资源洁净高效利用省级协同创新中心           | ※ （页面存档备份，存于） |
| 生物化工研究中心                               | ※ （页面存档备份，存于） |
| 生物膜法水质净化及利用技术教育部工程研究中心   | ※ （页面存档备份，存于） |
| 安徽创新驱动发展研究院                         | ※ （页面存档备份，存于） |
| 先进金属材料绿色制备与表面技术教育部重点实验室 | ※ （页面存档备份，存于） |
| 煤清洁转化与高值化利用安徽省重点实验室         | ※ （页面存档备份，存于） |
| 特种重载机器人安徽省重点实验室                 | ※ （页面存档备份，存于） |

## 校友
- 艾宝俊：工业统计和会计进修，曾任上海市委常委、副市长。
- 王万宾：1969年毕业于冶金机械专业，曾任辽宁省委副书记，第十二届全国人大民族委员会副主任委员。
- 胡文容：1985年毕业于化工系，现任重庆市委常委、组织部部长。
- 李家新：1982年毕业，曾任安徽工业大学校长。